# Guckkasten
Guckkasten (Coreano: 국카스텐) es una banda de rock indie surcoreana. Fundada en 2003 bajo el nombre The C.O.M. (더 컴), la formación original consistía en el vocalista  Ha Hyun-woo, el guitarrista Jeon Kyu-ho, el baterista Lee Jung-gil, y bajista Kim Jin-eok. Debido al servicio militar obligatorio, The C.O.M. debió separarse. En 2007 se reagrupó con Kim Ki-bum como bajista bajo el nombre Guckkasten, palabra alemana utilizada para Zograscopio. El estilo musical de la banda contiene influencias psicodélicas con un fuerte impacto visual bajo el arte análogo.

## Historia
En 2000, Ha Hyun-woo y Lee Jung-gil se conocieron mientras asistían a la misma universidad. Al año siguiente, Jeon Kyu-ho, quién recientemente había obtenido una licencia de operación de maquinaria pesada, encontró un aviso solicitando músicos por parte de Ha y Lee a través de internet. La banda se fundó en el área Hongdae en Seúl bajo el nombre The C.O.M., un acrónimo para Compás de Música, en 2003. Debido a los años del servicio militar obligatorio coreano, la banda fue desmantelada.
En 2007, los tres miembros se reagruparon bajo el nombre Guckkasten, con base en la Provincia de Gangwon, con la adición de Kim Ki-bum en el bajo.
El nombre "Guckkasten" proviene de la lengua alemana, el cual se traduce como "caleidoscopio de estilo chinesco". La banda escogió el nombre porque  quisieron referirse a "un algo que nunca acaba, el trabajo apasionado y encendido de la juventud y los espejismos de la vida". Inicialmente, Guckkasten intentó crear una compañía discográfica independiente por su cuenta. Luego de algunas negociaciones,  firmaron un contrato de tres años  con Yedang Entertainment. En 2008, la banda ganó el Premio Hello Rookie de junio, organizado por la Educational Broadcasting System (EBS).
Guckkasten lanzó a la venta su primer álbum de estudio debut titulado con el mismo nombre de la banda el 4 de febrero de 2009. Tuvieron su primer concierto el 21 de febrero de 2009, en Seúl, Corea del Sur, en el Auditorio V de la Universidad Hongik. Durante aquel año, la banda actuó en varios festivales de música, incluyendo el Summer Rock Festival en Shanghái, China, el Pentaport Rock Festival, y Jisan Valley Rock Festival en julio.
Fueron seleccionados por la Agencia Coreana de Contenido Creativo (KCCA) para insertar la cultura coreana en Japón. La unidad de disco duro donde el álbum original estuvo guardado se perdió, por lo que debieron regrabar el álbum debut. Como resultado, Guckkasten perdió todo lo recaudado anteriormente, suceso que los dejó "mudos por aproximadamente tres segundos cuándo recibimos la factura de pago ". Guckkasten ganó el premio Rookie of the Year y Mejor Canción de Rock con su tema "Mirror" en la séptima edición de los Korean Music Awards de 2010. En marzo de 2010, Guckkasten actuó en un "escenario especial"  en el programa televisivo de música M! Countdown de Mnet, junto al grupo musical femenino Kara.
En 2011, Guckkasten tuvo su primer concierto en una sala de gran envergadura. El evento, que contaba con 2000 localidades disponibles, se vendió por completo en diez días. También realizaron una participación especial con el dúo de hip hop Leessang  en su álbum Asura Balbalta.
El 3 de junio de 2012 ganan durante su primera presentación en el programa "I am a Singer 2". El 30 y 31 de diciembre del mismo año, realizan el concierto "Time After Time" en el Jamsil Student Gymnasium en Seúl, coincidiendo con la presentación de su compilatorio del mismo nombre. En marzo de 2013 realizaron su primera participación en un festival musical en Estados Unidos, en el festival "South by South West" en Austin, Texas. En abril del mismo año son también invitados a tocar en el 11.º Festival Musical Korean Times, en Los Ángeles.
El mes de agosto del año 2013 marca el inicio de la demanda de Guckkasten contra la empresa Yedang Entertainment por incumplimiento de contrato. La demanda argumentaba un tratamiento injusto, falta de pago, y un sistema de notificación unilateral por parte de la agencia sobre temas relevantes. También se le prometió a la banda la proyección internacional junto a actividades de promoción en el extranjero, situación que no se cumplió por parte de la empresa. Como respuesta, Yedang los demandó con 500 millones de wones por incumplimiento del contrato argumentando que "los dichos de Guckkasten no son ciertos." Finalmente, en julio de 2014, Guckkasten gana el juicio contra Yedang en la Corte del Distrito Central de Seúl y la banda reanudó sus actividades después de casi un año sin agenda fija. Se anunció que el 25 de noviembre de ese año se lanzaría el segundo álbum de estudio de la banda, "Frame." El 15 de septiembre, luego del lanzamiento del sencillo "Infection," firman un contrato exclusivo con Interpark Entertainment. Durante tres días, del 7 al 9 de noviembre, se realiza una exhibición en el teatro Blue Square en Seúl, bajo el título "Proyecto Artístico de Guckkasten junto a Seo Go Un," una artista plástica que ilustró todas las nuevas canciones del segundo álbum. En la muestra también se podían apreciar algunos elementos de los inicios de Guckkasten en 2007, como guitarras, pinturas y otros elementos, todo esto enmarcando una firma de autógrafos y la presentación de temas acústicos. Finalmente, el segundo álbum es lanzado el 26 de noviembre, luego de cinco años de espera. La canción "Transformación" (변신; Byeonsin) fue nominada en 2015 como Mejor Canción de Rock en los Korean Music Awards.

## Discografía
| Título     | Detalles de álbum | Listado de pista |
| ---------- | --- | --- |
| Guckkasten | - Lanzamiento: 4 de febrero de 2009 - Sello: Ruby Salon - Formato: CD - Notas: Primera versión antes del álbum regular | Lista de temas 1. "Mirror" (거울; Geoul) 2. "Violet Wand" 3. "Rafflesia" 4. "Vitriol" 5. "Faust" 6. "Gavial" 7. "Mandrake" 8. "Tail" (꼬리; Kkori) 9. "Toddle" 10. "Limbo" 11. "Maze" (미로; Miro) 12. "Sink Hole" |
| Guckkasten | - Lanzamiento: 20 de abril de 2010 - Sello: Mirrorball Música - Formato: CD - Notas: Regrabando                        | Lista de temas 1. "Mirror" (거울; Geoul) 2. "Violet Wand" 3. "Maze" (미로; Miro) 4. "Faust" 5. "Rafflesia" 6. "Vitriol" 7. "Gavial" 8. "Limbo" 9. "Mandrake" 10. "Sink Hole" 11. "Tail" (꼬리; Kkori) 12. "Toddle" 13. "Tail (Acoustic)" (꼬리; Kkori) |
| Frame      | - Lanzamiento: 26 de noviembre de 2014 - Sello: Interpark INT - Formato: CD                                            | Lista de temas 1. "Transform" (변신; Byeonsin) 2. "Rumor" (소문; Somun) 3. "Snake" (뱀; Baem) 4. "Feather" (깃털; Gisteol) 5. "FRAME" 6. "Cannula" (카눌라; Kanulla) 7. "Oedipus" (오이디푸스; Oidipuseu) 8. "Montage" (Re-recorded) 9. "Fuego" (푸에고; Puego) (Re-recorded) 10. "Barb" (미늘; Mineul) 11. "Small Hostage" (작은인질; Jageuninjil) 12. "Infection" (감염; Gamyeom) (Re-mastered) 13. "Juggling" (저글링; Jeogeulling) 14. "Scratch" (스크래치; Seukeulaechi) 15. "LOST" |

### Miniálbumes
| Título    | Detalles de álbum                                                              | Listado de pista |
| --------- | ------------------------------------------------------------------------------ | --- |
| Tagträume | - Lanzamiento: 7 de diciembre de 2010 - Sello: Mirrorball Música - Formato: CD | Lista de temas 1. "Red Field" (붉은 밭; Bulgeun Bat) 2. "Manicure" (매니큐어; Maenikyueo) 3. "Red Field (Acoustic version)" (붉은 밭; Bulgeun Bat) 4. "Manicure (Electronic version)" (매니큐어; Maenikyueo) 5. "Tagträume"                               |
| Stranger  | - Lanzamiento: 15 de noviembre de 2017 - Sello: Interpark INT - Formato: CD    | Lista de temas 1. "STRANGER" (이방인; Ibangin) 2. "Flare" 3. "Compass" (나침반; Nachimban) 4. "STRANGER" (이방인; Ibangin) (Electronic Ver. X Mold) 5. "Canular" (Piano Version) 6. "STRANGER" (이방인; Ibangin) (Instrumental) 7. "Flare" (Instrumental) |

### Singles
| Título                        | Detalles de álbum                                                                                            | Listado de pista                                                                  | Álbum      |
| ----------------------------- | --- | --------------------------------------------------------------------------------- | ---------- |
| "Guckkasten"                  | - Lanzamiento: 30 de diciembre de 2008 - Sello: Ruby Salon - Formato: descarga Digital                       | Lista de temas 1. "Mirror" (거울; Geoul) 2. "Faust"                               | Guckkasten |
| "Montage"                     | - Lanzamiento: 18 de junio de 2012 - Sello: Yedang Entertainment, LOEN Diversión - Formato: descarga Digital | Lista de temas 1. "Montage" (몽타주)                                              | Frame      |
| "Hunt"                        | - Lanzamiento: 30 de octubre de 2019 - Sello: Interpark INT - Formato: descarga Digital                      | Lista de temas 1. "Hunt" (사냥; Sanyang) 2. "Hunt" (Instrumental)                 |            |
| "Your Name"                   | - Lanzamiento: 29 de noviembre de 2019 - Sello: Interpark INT - Formato: descarga Digital                    | Lista de temas 1. "Your Name" 2. "Your Name" (Instrumental)                       |            |
| "Snake" Dolby Atmos version   | - Lanzamiento: 11 de agosto de 2021 - Sello: Interpark INT - Formato: descarga Digital                       | Lista de temas 1. "Snake" (뱀 ; Baem) 2. "Snake" (Instrumental)                   | Frame      |
| "Scratch" Dolby Atmos version | - Lanzamiento: 27 de septiembre de 2021 - Sello: Interpark INT - Formato: descarga Digital                   | Lista de temas 1. "Scratch" (스크래치 ; Seukeulaechi) 2. "Scratch" (Instrumental) | Frame      |

## Premios
| Año  | Nominación                        | Premio                                                      | Resultado |
| ---- | --------------------------------- | ----------------------------------------------------------- | --------- |
| 2003 | The C.O.M.                        | Samzi Sound Festival for Hidden Whiz Award                  | Ganador   |
| 2007 | Guckkasten                        | Samzi Sound Festival for Hidden Whiz Award                  | Ganador   |
| 2008 | Guckkasten                        | EBS Space Sympathy for Hello Rookie of June                 | Ganador   |
| 2008 | Guckkasten                        | Samzi Sound Festival Murim Whiz Award                       | Ganador   |
| 2008 | Guckkasten                        | EBS Space Sympathy Grand Award for Hello Rookie of the Year | Ganador   |
| 2010 | Guckkasten                        | 7th Korean Music Awards for Rookie of the Year              | Ganador   |
| 2010 | Mirror (거울; Geoul)              | 7th Korean Music Awards for Best Rock Song Award            | Ganador   |
| 2016 | Ha Hyun-woo (King of Mask Singer) | 43rd Korean Broadcasting Grand Prize for Musician Category  | Ganador   |
| 2016 | Ha Hyun-woo (King of Mask Singer) | 16th MBC Entertainment Awards for Special Award             | Ganador   |
| 2016 | Ha Hyun-woo                       | [2016 Korea Brand Of The Year Award]                        | Ganador   |
| 2016 | Ha Hyun-woo                       | 2016 Melon Music Awards Rock Category                       | Ganador   |